# Koroptev červenozobá
Koroptev červenozobá (Arborophila rubrirostris) je druh bažantovitého ptáka, který se endemicky vyskytuje v horských oblastech Sumatry.

## Systematika
Druh popsal italský přírodovědec Tommaso Salvadori v roce 1879. Koroptev červenozobá se řadí do početného rodu východoasijských a jihoasijských koroptví Arborophila. Jedná se o monotypický taxon, tzn. netvoří žádné poddruhy. Jméno rodu Arborophila pochází z latinského arbor, arboris („strom“) a řeckého philos („milující“). Druhové jméno rubrirostris je odvozeno z latinského ruber („červený“) a rostris („-zobý“, z rostrum = „zobák“).

## Rozšíření a populace
Druh se vyskytuje v nižších i vyšších polohách horských lesů Barisanského pohoří severní a východní Sumatry v nadmořských výškách 900–2500 m n. m. Mezinárodní svaz ochrany přírody hodnotí druh jako málo dotčený, nicméně přiznává, že populace koroptví červenozobých je na ústupu vlivem zániku přirozených stanovišť.

## Popis
Koroptev červenozobá dosahuje délky kolem 29 cm. Křídlo je dlouhé 127–143 mm, ocas 41–43 mm, váha se pohybuje kolem 210–240 g. Korunka, šíje, postranní oblasti hlavy a celý krk jsou černé s jemným bílým flekováním. Hrdlo je bílé s výraznými černými skvrnami, až se zdá, že je celé černé. Hlavně severní populace mají na tvářích a hrdlu bílé skvrny, nicméně tento rys je proměnný v závislosti na jednotlivci i pohlaví. Hruď je převážně do hněda s malými bílými skvrnami, břicho je šedobílé s občasnými černými fleky, boky a podocasní krovky jsou černobílé. Ramenní perutě, ramenní letky a křídelní krovky mají černé skvrny. Zobák a nohy jsou sytě červené, což tuto koroptev odlišuje od všech ostatních koroptví v areálu svého výskytu. Duhovky jsou hnědé, kůže kolem očí a na tvářích červená. Samice je o něco bledší než samec a její opeření na svrchní části těla má výraznější tmavší skvrny.

## Biologie
O biologii druhu je známo jen minimum informací. Vyskytuje se v malých skupinkách. Potravu sbírá v zamešených strmých roklích a na hustě zarostěných svazích hor. Vydává hvízdavé keou, které stoupá na hlasitosti i v tónu. Hřaduje na nízkých stromech a v křoví. Délka jedné generace je kolem 5,4 let.